# Kees Lekkerkerker
Cornelis Pieter (Kees) Lekkerkerker (Willeskop, 15 november 1910 – Amsterdam, 28 augustus 2006) was een Nederlands letterkundige, tekstbezorger en bibliograaf.

## Loopbaan
Lekkerkerker debuteerde in 1939 met de publicatie In aanbouw, een bloemlezing van werken van de toenmalige aanstormende generatie schrijvers, maar zijn levenswerk bestond uit het bezorgen van het werk van de dichter Jan Jacob Slauerhoff (1898-1936). Vanaf 1925 hield hij een lijst bij van alle gedichten die Slauerhoff publiceerde. Na de dood van de dichter werd Lekkerkerker benoemd tot bezorger van Slauerhoffs nalatenschap en werd hij eigenaar van de zeemanskist waarin zich alle manuscripten bevonden. De door Lekkerkerker verzorgde Verzamelde Werken (8 delen) verschenen van 1941 tot 1958 bij uitgeverij Nijgh & Van Ditmar. Op 8 december 1961 ontving hij hiervoor de Bijzondere prijs van de Jan Campert-stichting. In zijn dankwoord schetste hij het portret van de tekstbezorger:

Als een ziekenverpleger verzorgt hij zijn zieke teksten, want ziek zijn ze bijna steeds, ziek geworden door de veronachtzaming en de eigengereidheid van redacteuren, correctors, typografische vormgevers, drukkers en uitgevers. Zijn studeerkamer is één groot verzorgingshuis. Hij is daarbij archivaris en bibliothecaris, ja schatbewaarder, die zijn schatten aan documenten en eerste drukken zorgvuldig bewaart en beheert. Met dat al een ontdekkingsreiziger in optima forma, thuis, al lezende, in zijn bureaustoel.

Lekkerkerker hield zich niet alleen met Slauerhoff bezig. Hij bezorgde teksten van onder anderen Jacob Israël de Haan, Bertus Aafjes, E. du Perron, Jac. van Hattum, Jan Wolkers en Ed. Hoornik en maakte een zeer groot aantal bibliografieën voor het Nederlands Letterkundig Museum (voor de serie Mededelingen van de documentatiedienst). Daarnaast werkte hij bij de uitgeverijen Contact, Manteau en De Driehoek. Hij was redactiesecretaris van de literaire tijdschriften Proloog en De Gids. Op 1 juni 1952 richtte hij met Garmt Stuiveling en Wim Simons het Genootschap Jacob Israel de Haan op, waarvoor hij enkele teksten heeft bezorgd. Tot aan zijn dood op 95-jarige leeftijd werkte Lekkerkerker aan een nieuwe editie van Slauerhoffs Dagboek, dat hij in 1957 in eigen beheer had uitgegeven. Hij heeft het niet kunnen voltooien. Het dagboek werd, opnieuw geannoteerd en verzorgd, in 2023 ten slotte opgenomen in het boek Logboek Slauerhoff. Dagboeken en reisverslagen.
In december 2007 verscheen de briefwisseling tussen Lekkerkerker en de dichter Hans Warren onder de titel Een verstokt necrofiel. Brieven 1973-1979, bezorgd door Menno Voskuil. Voskuil was ook verantwoordelijk voor de in 2014 gepubliceerde biografie van Lekkerkerker, Lagere aap. Het leven van Kees Lekkerkerker.